# メモリアカフェ
メモリアカフェ（欧字名:Memoria Cafe、2022年4月13日 - ）は、日本の競走馬。主な勝ち鞍に2025年の関東オークス。
馬名の由来は、記憶（西）＋冠名。

## 経歴

### 3歳（2025年）
2月15日、東京競馬場の3歳新馬戦（ダート1400m）でデビュー。直線を上がり最速の脚で追い上げるも、逃げるウイントワイライトを捉えきれず2着。3月23日中山ダート1800mの3歳未勝利戦は好位から伸び、2着馬に7馬身差をつける完勝で初勝利を飾った。新規開業した柄崎将寿調教師としても、これが開業後初勝利である。続く5月18日東京ダート1600mの3歳1勝クラスも勝利して2連勝とした。
6月18日、初の重賞挑戦として関東オークスに出走。好位から直線で抜け出し、2着コパノエミリアに5馬身差をつけ快勝。管理する柄崎調教師ともども重賞初優勝を飾った。

## 競走成績
以下の内容は、JBISサーチおよびnetkeiba.comに基づく。
| 競走日     | 競馬場 | 競走名       | 格    | 距離（馬場）  | 頭 数 | 枠 番 | 馬 番 | オッズ （人気） | 着順 | タイム （上り3F） | 着差 | 騎手        | 斤量 [kg] | 1着馬（2着馬）     | 馬体重 [kg] |
| ---------- | ------ | ------------ | ----- | ------------- | ----- | ----- | ----- | --------------- | ---- | ----------------- | ---- | ----------- | --------- | ------------------ | ----------- |
| 2025.02.15 | 東京   | 3歳新馬      |       | ダ1400m（良） | 16    | 3     | 5     | 003.40（2人）   | 02着 | R1:27.0（36.2）   | -0.3 | 0長浜鴻緒   | 52        | ウイントワイライト | 496         |
| 0000.03.23 | 中山   | 3歳未勝利    |       | ダ1800m（稍） | 14    | 8     | 14    | 001.60（1人）   | 01着 | R1:53.3（37.6）   | -1.2 | 0C.ルメール | 55        | （ゲンパチルーナ） | 494         |
| 0000.05.18 | 東京   | 3歳1勝クラス |       | ダ1600m（重） | 16    | 5     | 9     | 001.50（1人）   | 01着 | 01:34.7（35.3）   | -0.1 | 0C.ルメール | 55        | （パイシャオピン） | 494         |
| 0000.06.18 | 川崎   | 関東オークス | JpnII | ダ2100m（良） | 14    | 1     | 1     | 001.60（1人）   | 01着 | 02:17.3（39.2）   | -1.1 | 0C.ルメール | 55        | （コパノエミリア） | 497         |

- 競走成績は2025年6月18日現在

## 血統表
| メモリアカフェの血統          | メモリアカフェの血統                                | メモリアカフェの血統                                | （血統表の出典）                                    | （血統表の出典） |
| 父系                          | ロベルト系                                          | ロベルト系                                          | ロベルト系                                          | [ § 2 ]          |
| 父 *ナダル 2017 鹿毛          | 父の父Blame 2006 鹿毛                               | Arch                                                | Kris S.                                             | Kris S.          |
| 父 *ナダル 2017 鹿毛          | 父の父Blame 2006 鹿毛                               | Arch                                                | Aurora                                              |                  |
| 父 *ナダル 2017 鹿毛          | 父の父Blame 2006 鹿毛                               | Liable                                              | Seeking the Gold                                    | Seeking the Gold |
| 父 *ナダル 2017 鹿毛          | 父の父Blame 2006 鹿毛                               | Liable                                              | Bound                                               |                  |
| 父 *ナダル 2017 鹿毛          | 父の母Ascending Angel 2011 栗毛                     | Pulpit                                              | A.P. Indy                                           | A.P. Indy        |
| 父 *ナダル 2017 鹿毛          | 父の母Ascending Angel 2011 栗毛                     | Pulpit                                              | Preach                                              |                  |
| 父 *ナダル 2017 鹿毛          | 父の母Ascending Angel 2011 栗毛                     | Solar Colony                                        | Pleasant Colony                                     | Pleasant Colony  |
| 父 *ナダル 2017 鹿毛          | 父の母Ascending Angel 2011 栗毛                     | Solar Colony                                        | Meteor Stage                                        |                  |
| 母 ルミエールカフェ 2013 鹿毛 | 母の父マンハッタンカフェ 1998 青鹿毛                | *サンデーサイレンス                                 | Halo                                                | Halo             |
| 母 ルミエールカフェ 2013 鹿毛 | 母の父マンハッタンカフェ 1998 青鹿毛                | *サンデーサイレンス                                 | Wishing Well                                        |                  |
| 母 ルミエールカフェ 2013 鹿毛 | 母の父マンハッタンカフェ 1998 青鹿毛                | *サトルチェンジ                                     | Law Society                                         | Law Society      |
| 母 ルミエールカフェ 2013 鹿毛 | 母の父マンハッタンカフェ 1998 青鹿毛                | *サトルチェンジ                                     | Santa Luciana                                       |                  |
| 母 ルミエールカフェ 2013 鹿毛 | 母の母ファンシーカフェ 2008 栗毛                    | プレシャスカフェ                                    | *ハートレイク                                       | *ハートレイク    |
| 母 ルミエールカフェ 2013 鹿毛 | 母の母ファンシーカフェ 2008 栗毛                    | プレシャスカフェ                                    | エアインセンス                                      |                  |
| 母 ルミエールカフェ 2013 鹿毛 | 母の母ファンシーカフェ 2008 栗毛                    | ファンシーオレンジ                                  | *マイニング                                         | *マイニング      |
| 母 ルミエールカフェ 2013 鹿毛 | 母の母ファンシーカフェ 2008 栗毛                    | ファンシーオレンジ                                  | ブランチリーヴス                                    |                  |
| 母系(F-No.)                   | ミストラクル(GB)系(FN:1-l)                          | ミストラクル(GB)系(FN:1-l)                          | ミストラクル(GB)系(FN:1-l)                          | [ § 3 ]          |
| 5代内の近親交配               | サンデーサイレンス：M3×M5、Mr. Prospector：S5×S5×M5 | サンデーサイレンス：M3×M5、Mr. Prospector：S5×S5×M5 | サンデーサイレンス：M3×M5、Mr. Prospector：S5×S5×M5 | [ § 4 ]          |
| 出典                          | 1. 2. 3. 4.                                         | 1. 2. 3. 4.                                         | 1. 2. 3. 4.                                         | 1. 2. 3. 4.      |